# Mushroomhead
Mushroomhead ist eine US-amerikanische Band aus Cleveland, die durch ihren Stilmix aus Hardcore-Riffs mit Techno, gepaart mit Rapcore, einem Mix aus Rap und Hardcore-Gesang, erfolgreich wurden. Ein besonderes Markenzeichen sind ihre individuellen Masken.

## Geschichte
Die acht Musiker sind seit 1992 im Musikgeschäft, allerdings hielt sich die Band anfangs eher im Untergrund auf und war fast nur in den USA bekannt. 2001 wurden sie von Universal Records unter Vertrag genommen und veröffentlichten daraufhin ihr erstes Major-Label-Album XX, welches Songs aus den bisherigen Alben, sowie einen neuen Track enthält. 2003 veröffentlichten sie ihr zweites Major Label Album XIII, worauf Bronson, früherer Sampler, den Platz von J. J. Righteous an der Gitarre einnimmt, der wegen Differenzen mit anderen Mitgliedern die Band verlassen hatte. Sampler wurde daraufhin St1tch, der Mann, der eigentlich für das Merchandising der Band verantwortlich ist.
Ende 2004 verließ J-Mann, Frontmann und Shouter, die Band und wurde durch Waylon (3 Quarters Dead) ersetzt. Aufgrund J-Manns Verlassen entließ Universal Records Mushroomhead, so dass sie sich wieder selbst verwalten. Die Band stellte im Frühsommer 2005 ihr Home Video Volume 1 unter eigener Regie fertig und veröffentlichte es am 9. August 2005 unter ihrem eigenen Label Filthy Hands. Die DVD war schon Jahre davor, als J-Mann noch Frontmann war, angekündigt worden. Deshalb ist J-Mann auch noch in Volume 1 zu sehen. Das Werk enthält, neben allen Videos als Bonus, hauptsächlich Material, welches den Tour-Alltag und die Arbeit im Studio zeigt. Im Juli 2006 verließ Bronson die Band, zwei Monate später erschien das Album Savior Sorrow.
Im Jahr 2009 steuerte die Band den Song Your Soul Is Mine zum Soundtrack von Saw VI bei. Außerdem spielten sie auf dem Mayhem Festival 2009 anstelle von Bullet for My Valentine und verkündeten hier die Veröffentlichung ihres neuen Albums. Das neue Album Beautiful Stories for Ugly Children wurde am 28. September 2010 veröffentlicht. Am 28. Oktober 2010 verstarb John E. Sekula, besser bekannt als J. J. Righteous, im Alter von 41 Jahren. Er war von der Gründung bis zum vierten Album Gitarrist bei Mushroomhead. Er starb an einem Herzfehler.

## Diskografie

### Alben
| Jahr | Titel Musiklabel                                 | Höchstplatzierung, Gesamtwochen, AuszeichnungChartsChartplatzierungen (Jahr, Titel, Musiklabel, Platzierungen, Wochen, Auszeichnungen, Anmerkungen) | Anmerkungen                              |
| Jahr | Titel Musiklabel                                 | US | Anmerkungen                              |
| ---- | ------------------------------------------------ | --- | ---------------------------------------- |
| 1995 | Mushroomhead Filthy Hands                        | — | Erstveröffentlichung: 3. April 1995      |
| 1996 | Superbuick Filthy Hands                          | — | Erstveröffentlichung: 13. September 1996 |
| 1999 | M3 Filthy Hands                                  | — | Erstveröffentlichung: 9. März 1999       |
| 2002 | XX Filthy Hands                                  | US178 (3 Wo.)US | Erstveröffentlichung: 18. Mai 2002       |
| 2003 | XIII Filthy Hands                                | US40 (4 Wo.)US | Erstveröffentlichung: 14. Oktober 2003   |
| 2006 | Savior Sorrow Filthy Hands                       | US50 (2 Wo.)US | Erstveröffentlichung: 19. September 2006 |
| 2010 | Beautiful Stories for Ugly Children Filthy Hands | US44 (3 Wo.)US | Erstveröffentlichung: 28. September 2010 |
| 2014 | The Righteous & the Butterfly Filthy Hands       | US20 (3 Wo.)US | Erstveröffentlichung: 13. Mai 2014       |
| 2020 | A Wonderful Life Napalm                          | — | Erstveröffentlichung: 19. Juni 2020      |